# Acalypha lovelandii
Acalypha lovelandii là một loài thực vật có hoa trong họ Đại kích. Loài này được (McVaugh) McVaugh mô tả khoa học đầu tiên năm 1995.